# 有壁バイパス
有壁バイパス（ありかべバイパス）は、宮城県栗原市を通る国道4号のバイパス道路。
栗原市・旧金成町域の有壁地区における幅員狭小箇所・踏切を避けるために建設された片側1車線の道路。当バイパスの北側は岩手県一関市との県境である。

## 路線データ
- 起点：栗原市金成片馬合字佐野原
- 終点：栗原市金成有壁下大沢田（岩手県道・宮城県道187号大門有壁線交点）